# Mattheus Le Maistre
Mattheus Le Maistre també Mathieu Lemaître fou un compositor flamenc de la segona meitat del segle xvi. Va ser xantre o mestre de capella a Baviera, director de la música del gran duc de Mecklemburg - Schwerin i deixà les obres següents: Catechesis numeris inclusa et ad puerorum captum accommodata (Nuremberg, 1563), Geistliche und weltliche teutsche Gesang mitvier und fünf Stimmen (Wittenberg, 1566), i Sacrae cantiones, quisoque vocum (Dresden, 1570).